# Grusonwerk
Grusonwerk Buckau-Magdeburg var et stort tysk jernstøberi i Magdeburg, etableret 1855, og 1893 opgået i Krupp.

## Historie
1854 kom Hermann Gruson som teknisk dirigent for Hamborg-Magdeburg Dampskibskompagni til Magdeburgs forstad Buckau. Her oprettede han 1. juni 1855 et skibsværft og et lille jernstøberi for egen regning, og kastede sig over specialiteten »Hartguss«, hårdstøbt støbejern, som snart fik anvendelse i maskinbygningen, til jernbanebrug, hjul, hjertestykker og til panserbrydende projektiler. Etablissementet fik derved et stort opsving, og blev det 1868 betydeligt udvidet. 1886 fik det navnet Grusonwerk og kom i et aktieselskabs eje. Grusonwerk skaffede sine pansere af Grusonmetal (det samme som Hartguss) indgang ved adskillige landbefæstninger, således i København, trådte i forbindelse med Maximilian Schumann om fabrikation af hans panserlavetter og gik ligeledes over til at fabrikere hurtigskydende kanoner af stål og manganbronze. Gruson ledede Grusonwerk til 1. juli 1891, gik så over i dets tilsynsråd og levede mest i privatlivet.
De i sin tid så højt ansete grusonske hårdstøbte panserbrydende projektiler måtte efterhånden vige for stålprojektiler, men i de hurtigskydende kanoner fandt Grusonwerk en ny specialitet, som i en årrække i større mængde fik afsætning, navnlig til den tyske marine. Aktieselskabet Grusonwerk sluttede 1892 en overenskomst med firmaet Fr. Krupp i Essen, til hvilket etablissementet fuldstændig overgik 1. maj 1893. under navnet Fried. Krupp Grusonwerk. Derefter forlagdes fabrikationen af kanoner og projektiler straks og af pansere 1913 til Essen. Grusonwerks skydeplads ved Tangerhütte overtoges 1905 af firmaet i Essen, men desto kraftigere kastede Grusonwerk sig over maskiner til fredens sysler, således jernbane- og sporvejsmateriel, presser, knusemaskiner og møller, løfteapparater, gasmotorer osv. En specialitet var maskiner til krudtfabrikation.

## Værkets statistik i 1913
De sidste statistiske meddelelser om værket er fra 1913. Det optog da 44,18 hektar, hvoraf de 11,51 hektar var overbyggede. Personellet udgjordes af 5235 funktionærer og arbejdere. Den metallurgiske afdeling havde 1 sur bessemerpære på 1 ton, 3 basiske martinovne à 10 tons, 23 digelovne til henholdsvis stål, bronze og messing, og smidigt støbejern, 8 glødeovne og 15 kupolovne til en daglig produktion af 465 tons.
Af dampkedler var der 57 i alt med 3175 m2 hedeflade, af gasgeneratorer 4, der i døgnet kunne producere i alt 250000 m3 gas til kraftmaskiner og opvarmning. De elektriske anlæg gav 1912-13 4685000 kilowatttimer, og der var 583 elektromotorer, 544 buelamper og 5884 glødelamper. Endvidere var der 51 kraftmaskiner på i alt 5800 hestekræfter og 2143 værktøjsmaskiner. I hammer-, presse- og valseværkstederne var der 12 damphamre med faldvægt fra 200 til 10000 kg, i alt 25000 kg faldvægt, 8 transmissionshamre med faldvægte fra 60 til 240 kg, i alt 1000 kg, 5 hydrauliske smedepresser med tryk fra 175 til 1250 tons, i alt 3150 t Tryk, 7 andre hydrauliske presser med tilsammen 2100 tons tryk samt 91 værktøjer til trykluft. Af kraner og andre apparater til transport og indladning var der 723 med bærekraft fra 20 kg til 150 tons, tilsammen 3320 tons bærekraft. Jernbanenettet med 15,4 km spor, dels smalt, dels normalt, betjentes af 4 lokomotivkraner og 399 vogne. Daglig førtes ca. 1500 samtaler i telefon, og i telegrafen modtoges og afleveredes i forretningsåret 1912-13 ca. 14000 depecher. I samme år udførtes 4100 kemiske analyser og foretoges 3700 mekaniske styrkeprøver. I dette år anvendtes 24000 tons råjern, 200 tons malm, 68000 tons kul, idet koks og briketter omregnes til kul, 6000 tilslag og 510000 m3 vand.